# Один кадр — одна минута
Один кадр (Մէկ կադր) — ежегодный международный кинофестиваль короткометражного кино, традиционно проводимый в месяце июнь, в столице Армении Ереване.

## История
Фестиваль «Один кадр» был основан и впервые проведён в 2003 году. Инициатором создания конкурса выступил кинорежиссёр Гагик Казаре и армянский центр современного экспериментального искусства. В первом фестивале приняли участие всего 13 авторов, а уже в последующие годы число участников значительно возросло. Согласно условию конкурса? в фестиваль включаются одноминутные фильмы, которые сняты «одним включением». При этом для участников нет возрастного, полового, национального, а для фильма — жанрового, — ограничений. Помимо этого, в программе фестиваля есть также отдельная программа коротких (до 30 минут) фильмов, а также конкурс «Кино без границ». В фестивале могут принимать участие фильмы как профессиональных режиссёров, так и любителей, в том числе снятые на камеру мобильного телефона. По словам организаторов, основная цель фестиваля — открыть миру интересных авторов и сделать их творчество доступным широкому кругу зрителей.
В 2010 году на VIII кинофестивале «Один кадр», было показано 250 фильмов с минутным хронометражем. Свои работы представили режиссёры из 27 стран. В 2011 году, на IX по счету кинофестивале приняли участие 337 авторов из 45 стран мира, было представлено около 400 одноминутных и короткометражных фильмов.  В рамках «Одного кадра» состоялся показ фильмов-участников международных фестивалей независимого и малобюджетного кино. Зрителям фестиваля была представлена специальная программа, в которую вошли фильмы, предоставленные Национальным киноцентром Армении, Высшей киношколой «Золотой абрикос» и Европейским фондом культуры.
В мае 2012 года, юбилейном X международном кинофестивале «Один кадр», было представлено более 300 картин из девяти стран. Для конкурсной программы фильмов в одну минуту была выбрана 61 картина. В номинацию «Короткие фильмы», были включены 23 фильма, в программу «Кино без границ» — 17.

## Номинации
- Лучший фильм в одну минуту
- Лучший короткометражный фильм
- Кино без границ

## Мнение о фестивале
- Киновед Завен Бояджян[1]:

«Один кадр одна минута» - это прекрасная возможность самореализации молодых режиссёров
- Режиссёр Гаяне Егиазарян[4]:

Фестиваль дает очень хорошую возможность новичкам показать свои картины, сделать первые шаги. Я предпочитаю короткометражное кино. Если я могу сказать все за одну минуту, зачем тратить драгоценное время попусту